# Fiesta de los Mártires de la Tradición
El día de los Mártires de la Tradición es una fiesta carlista celebrada anualmente el 10 de marzo. 

## Historia

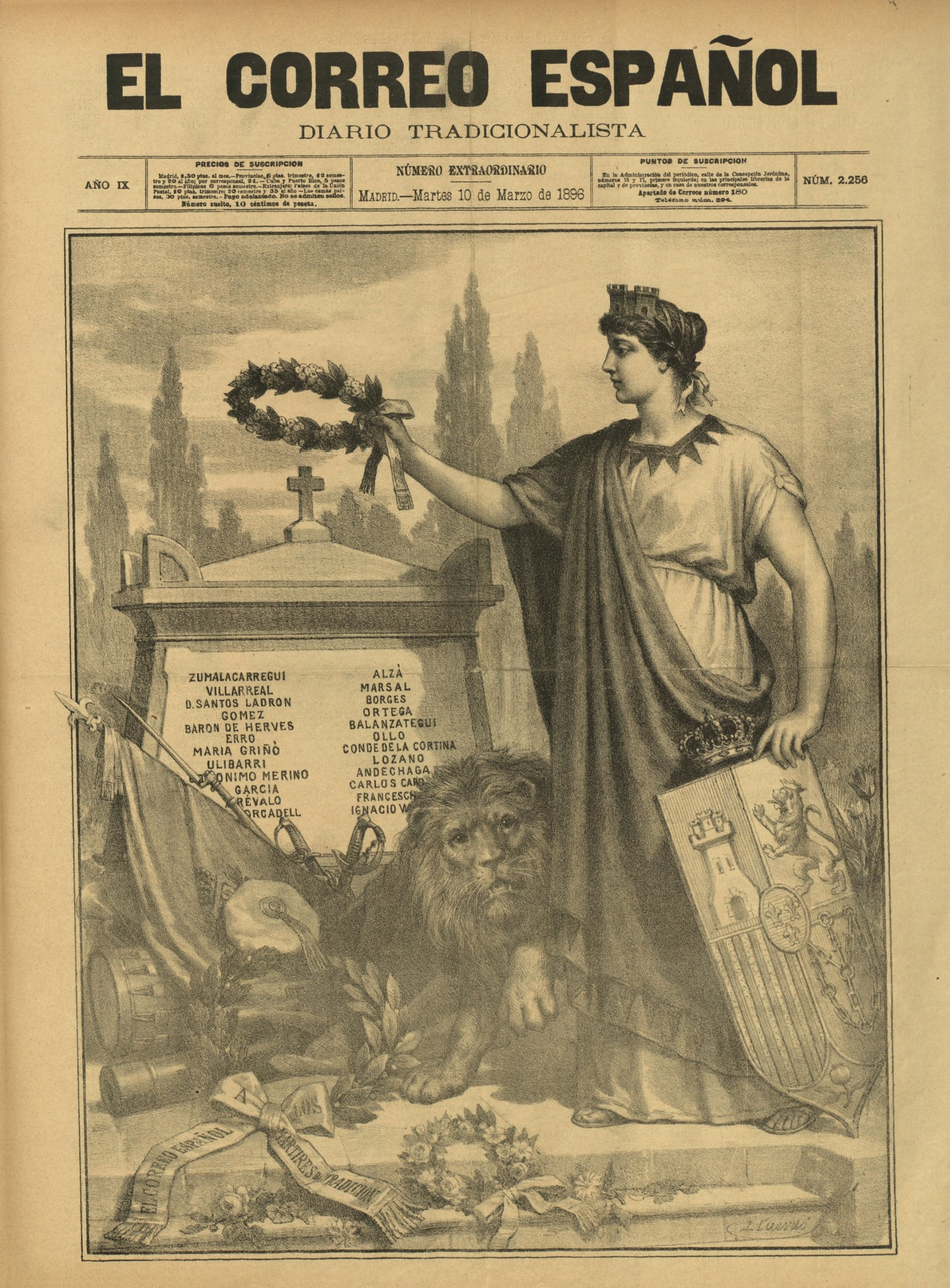
Número extraordinario del diario El Correo Español dedicado a los Mártires de la Tradición (10 de marzo de 1896).

Instituida por Carlos de Borbón y Austria-Este en carta del 5 de noviembre de 1895 a su delegado en España, el marqués de Cerralbo, la festividad fue creada para honrar la memoria de «los mártires que desde principio del siglo XIX han perecido a la sombra de la bandera de Dios, Patria y Rey». El día 10 de marzo fue escogido por Don Carlos por ser el aniversario de la muerte de su abuelo, el infante Carlos María Isidro de Borbón —primer «rey proscrito» para los carlistas—, fallecido en su exilio de Trieste el 10 de marzo de 1855.
Explicando los motivos de su idea, el pretendiente decía en su escrito:

¡Cuántas veces encerrado en mi despacho, en las largas horas de mi largo destierro, fijos los ojos en el Estandarte de Carlos V, rodeado de otras 50 banderas, tintas en sangre nobilísima, que representan el heroísmo de un gran pueblo, evoco la memoria de los que han caído como buenos, combatiendo por Dios, la Patria y el Rey!

Los Ollo y los Ulibarri, los Francesch y los Andéchaga, los Lozano, los Egaña y los Balanzátegui, nos han legado una herencia de gloria que contribuirá, en parte no pequeña, al triunfo definitivo que con su martirio prepararon.
Al fin cada uno de esos héroes ha dejado en la historia una página en que resplandece su nombre. En cambio, ¡cuántos centenares de valerosos soldados, no menos heroicos, he visto caer junto a mí, segados por las balas, besando mi mano como si en ella quisieran dejarme con su último aliento su último saludo a la patria! ¡A cuántos he estrechado sobre mi corazón en su agonía! ¡Cuántos rostros marciales de hijos del pueblo, apagándose en la muerte con sublime estoicismo cristiano, llevo indeleblemente grabados en lo más hondo de mi pecho, sin que pueda poner un nombre sobre aquellas varoniles figuras!

Todos morían al grito de ¡viva la Religión!, ¡viva España!, ¡viva el Rey!

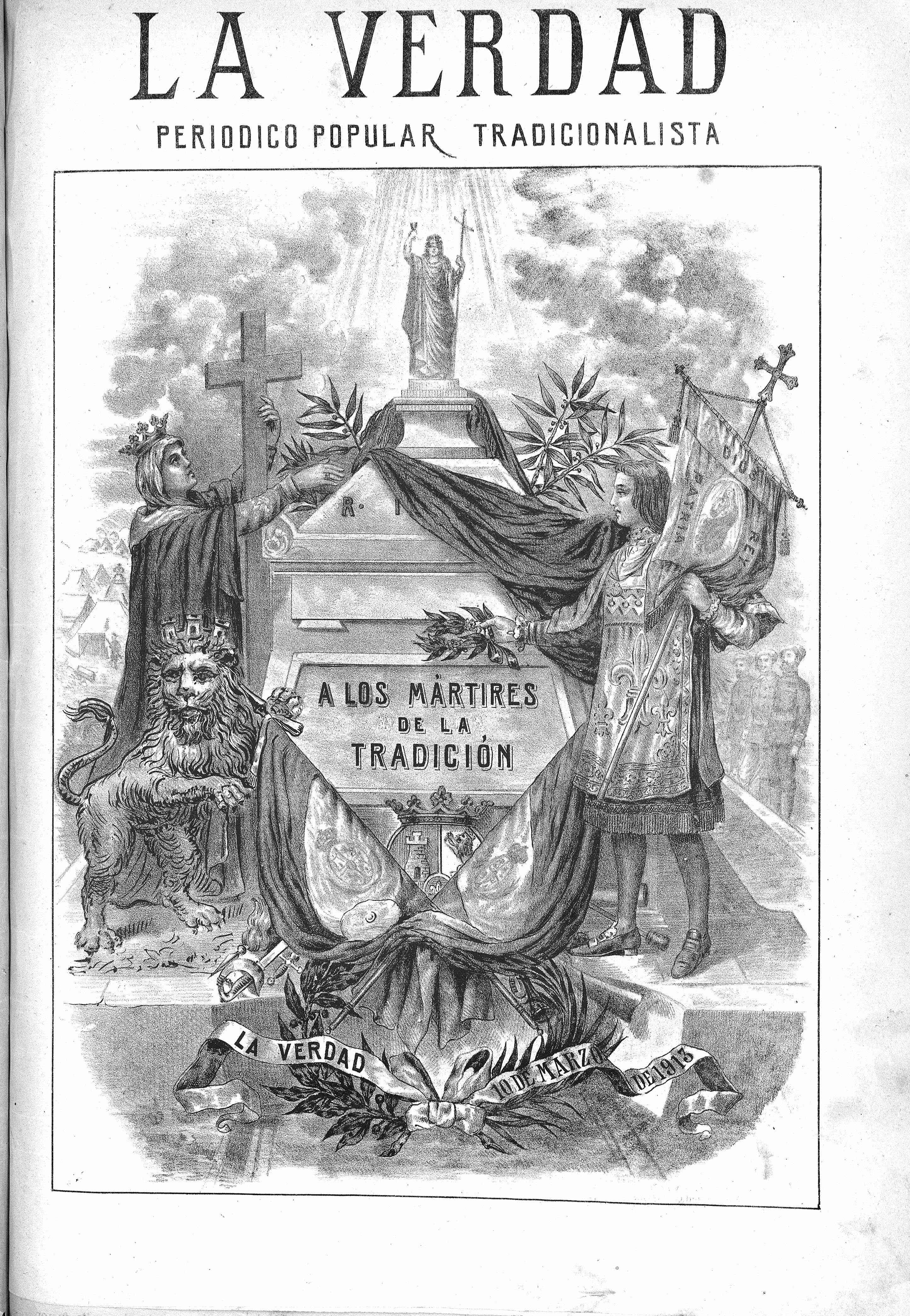
Ejemplar de La Verdad de Granada dedicado a los Mártires de la Tradición (1913).

Además de a los muertos carlistas, la festividad dedicaría también sentidos recuerdos a los héroes de la guerra de la Independencia Española y a los muertos de la guerra de África, la guerra de Cuba y Filipinas y demás campañas españolas. La intención inicial de Don Carlos era que sirviese para realzar y glorificar en cada población a los héroes carlistas nacidos en la misma, o en ella enterrados. Sin embargo, excepto en los primeros años no conservaría este carácter más local.
Los numerosos periódicos carlistas publicaban, con motivo de esta fecha, ediciones especiales. Los militantes tradicionalistas, a su vez, celebraban en distintas localidades una misa solemne en sufragio de los Mártires, oficiada por algún sacerdote vinculado a la Comunión Tradicionalista. La celebración religiosa —que solía tener una gran participación— propiciaba la ocasión para vincular la religión católica a las ideas políticas del tradicionalismo.

### Apropiación franquista de la fiesta
Con la promulgación por el general Franco del Decreto de Unificación en abril de 1937, por el que la Comunión Tradicionalista quedaba integrada en FET y de las JONS, la fiesta de los Mártires de la Tradición pasó a ser también una conmemoración franquista del «Nuevo Estado». Con motivo de esta efemérides, en 1938 el general Franco concedió el grado honorífico de Tenientes del Ejército español a los supervivientes de las guerras carlistas del siglo XIX, con la intención de «enlazar el espíritu que animó a los defensores históricos de las más puras tradiciones con el esfuerzo actual por el resurgimiento patrio». Según Zira Box, lo que pretendía Franco con ello era «establecer una continuidad entre la causa carlista y el Movimiento Nacional».
En el Decreto del 9 de marzo de 1938, antes de concluir la guerra civil española, Franco decía lo siguiente sobre la fiesta del 10 de marzo:

La histórica Comunión Tradicionalista, integrada hoy en Falange Española Tradicionalista y de las JONS, venía celebrando desde hace cerca de medio siglo la fiesta de los Mártires de esta Causa en la fecha del 10 de marzo.

Todo el valor emocional y espiritual de esta fiesta, evocación de los que ofrecieron sus vidas en aquellas Cruzadas del siglo XIX, que bien pueden considerarse precursoras del actual Movimiento Nacional, ya que fueron intentos y esfuerzos realizados por la auténtica España para reintegrarse al cauce de sus destinos históricos, debe ser recogido por el Nuevo Estado que aspira a enlazar el espíritu que anima a los defensores de las más puras tradiciones con el esfuerzo actual por el resurgimiento patrio.

Durante el régimen franquista la festividad sería incorporada al «calendario de las efemérides nacionales». Sin embargo, las referencias que hacía la prensa del régimen sobre este día eran muy escasas en comparación con otras festividades más vinculadas a la Falange, como, por ejemplo, el «día de los caídos», celebrado el 29 de octubre. «Si para el 29 de octubre —tal como se podía comprobar en la prensa— las Jefaturas provinciales cursaban invitaciones oficiales a los afiliados a FET que se publicitaban  con suficiente antelación, no ocurría así para la celebración del 10 de marzo». La excepción la constituían las zonas de gran implantación carlista, como Navarra, Álava o Guipúzcoa, donde la fiesta «se recibía con gran expectación, al tiempo que las invitaciones de los gobernadores civiles y los programas de los actos que se celebrarían durante la jornada festiva se difundían desde días antes en la prensa local. La organización, sin embargo, corría a cargo del partido, lo cual suponía que, por primera vez en su historia, la Comunión perdiese el control completo de la celebración de su fiesta».
La disconformidad de muchos carlistas con esta apropiación se puso de manifiesto en San Sebastián en la primera celebración tras la unificación, el 10 de marzo de 1938. El conflicto estalló cuando pronunció su discurso el falangista Víctor de la Serna, que recurrió a toda la retórica de Falange Española, lo que levantó las protestas de los presentes, algunos de los cuales gritaron «¡Viva el Rey!», produciéndose a continuación enfrentamientos y peleas entre carlistas y falangistas —al año siguiente ya se procuró que todos los oradores fueran carlistas, aunque eso no evitó que a la salida de la misa se cruzaran los gritos contrapuestos de «¡Viva el Rey!» y «¡Viva Franco!»—. Más tranquilas fueron las celebraciones en Pamplona, en Bilbao y en Vitoria. En esta última ciudad, sin embargo, el discurso del jefe provincial de FET y de las JONS terminó con el grito falangista «Mártires de la Tradición, ¡Presentes!» —un lema que también apareció en las esquelas publicadas por algunos periódicos, algunos de los cuales cambiaron el nombre de la fiesta por el más falangista de «Fiesta de los Caídos por la Tradición»—.
Así pues, durante el franquismo se acabó produciendo una duplicación conmemorativa, ya que por un lado estaba la celebración oficial organizada por el partido único, a la que asistían los carlistas que aceptaban la unificación y la colaboración activa con el régimen franquista; y, por otro, la conmemoración estrictamente carlista al margen de las instituciones oficiales del franquismo, que organizaban los sectores carlistas críticos con la colaboración con el régimen. Esa duplicación ya se produjo en la conmemoración de 1939, como reconocía el carlista conde de Rodezno, ministro de Franco:

Como tuvimos ayer Consejo, y hoy volveremos a tenerlo, me he quedado a dormir en Burgos. Hoy día de los Mártires de la Tradición me ha parecido natural asistir a los funerales que he visto anunciados en la prensa. Nunca lo hubiera hecho. Resulta que no ha asistido ningún carlista porque eran organizados por FET. Los carlistas, según he sabido luego, se han reunido en una Misa rezada en otra Iglesia. Sólo hubo cuatro o seis jerarquías de FET y diez o doce señoras. Una prueba más de que no tiene arreglo posible esto de la Unificación. Después he sabido que lo mismo ha ocurrido en Vitoria.